# Niles Spencer

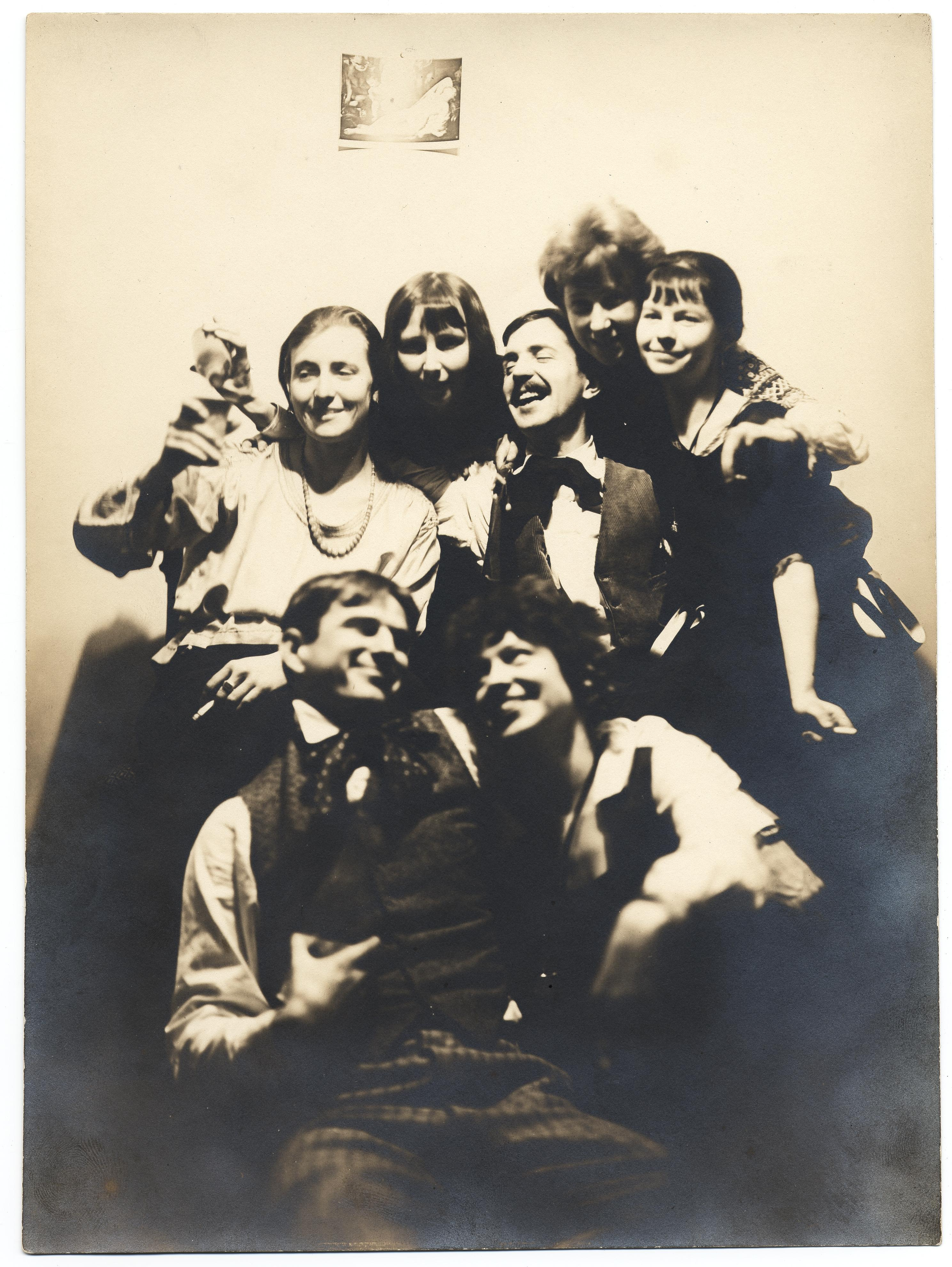
Yasuo Kuniyoshi: Niles Spencer (hinten Mitte) ca. 1921 bei einer Künstlerparty

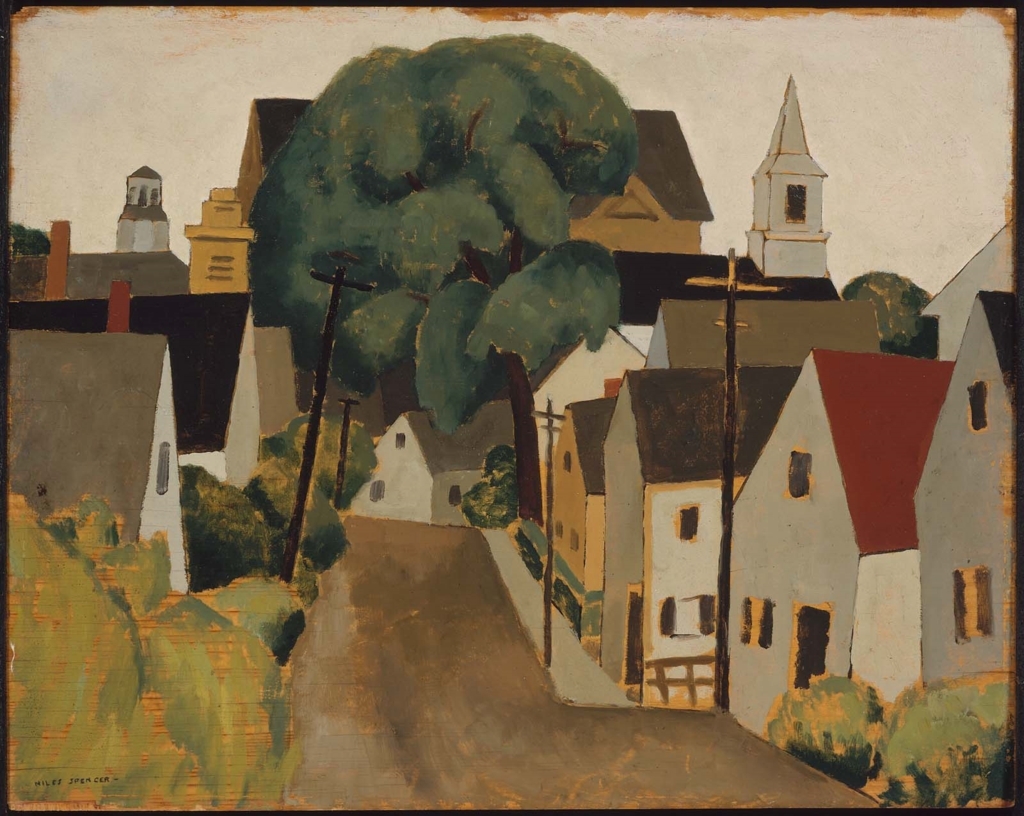
Down the Hill

Niles Spencer (* 16. Mai 1893 in Pawtucket, Rhode Island; † 15. Mai 1952 in Dingmans Ferry, Pennsylvania) war ein US-amerikanischer Maler.

## Leben
Spencers Familie besaß eine Textilfabrik in Pawtucket. Von 1913 bis 1915 besuchte er in Providence die Rhode Island School of Design. 1916 zog er nach New York und studierte unter anderem bei Kenneth Hayes Miller. In den frühen 1920er Jahren reiste er durch Europa und lernte dabei sowohl von zeitgenössischen kubistischen Malern als auch von italienischer Renaissance-Malerei. Schon in den 1920er Jahren hatte er seine ersten Einzelausstellungen. Spencer starb 1952 einen Tag vor seinem 59. Geburtstag.

## Werk
Spencer malte in den 1920er Jahren in Provincetown, Massachusetts, ländliche Szenen und Stillleben. Nachdem er in den 1930er Jahren in New York City lebte, malte er streng geometrisch und stark vereinfacht städtische und industrielle Architektur. Er verwendete in vielen seiner Bilder eine Fensterblick-Perspektive, ein Beispiel hierfür ist das 1927 entstandene Bild The Dormer Window. Seine Bilder in den 1930er und frühen 1940er Jahren lassen sich dem Präzisionismus zuordnen. Ende der 1940er Jahre wurden seine Bilder zunehmend abstrakter.
Bilder von Niles Spencer gehören heute zur Sammlung des Museum of Modern Art und des Metropolitan Museum of Art.